# Internationale Socialisten
De Internationale Socialisten (IS) zijn een Nederlandse uit het trotskisme voortkomende revolutionair socialistische organisatie, die actief is sinds 1988. De IS richten zich vooral op activisme. Hun denkbeelden richten zich tegen het kapitalisme, imperialisme, fascisme, oorlog, racisme, seksisme en homofobie. De IS zijn actief in de bewegingen tegen oorlog, sociale afbraak en de neoliberale mondialisering. Zij staan in de traditie van socialisme van onderaf. De IS maken deel uit van een internationale stroming van revolutionair socialistische organisaties, de International Socialist Tendency, waartoe ook de Britse Socialist Workers Party behoort.

## Activiteiten
De IS zijn lokaal en landelijk actief door het organiseren van onder andere bijeenkomsten, scholingen, campagnes, demonstraties en andere acties. Ook organiseren de IS het Marxisme Festival, een jaarlijkse reeks bijeenkomsten en scholingen over socialistische politiek, theorie en discussie in Nederland.
De IS geven het maandblad De Socialist uit, dat door de leden bij activiteiten en op straat verkocht wordt. Onder andere door middel van de krantverkoop op straat en tijdens demonstraties proberen de IS leden te werven, mensen te informeren over hun visie op bepaalde zaken en hun ideeën te verspreiden.
Terwijl zij tegelijkertijd kritisch stonden ten aanzien van de zelfverklaarde trotskist Hugo Chávez, betuigen de IS solidariteit met de Bolivariaanse Revolutie.
De IS helpen vaak met het mobiliseren voor demonstraties, zoals de demonstratie van 15 februari 2003 toen wereldwijd 20 miljoen mensen protesteerden tegen de politiek van George W. Bush, de blokkade van de G8-top in Heiligendamm (waarvan een reportage is gemaakt) en de internationale demonstratie tegen de viering van 50 jaar NAVO in april 2009.

### Tegen rechtse politici
De Internationale Socialisten verkondigen veelal een tegengeluid tegen rechtse politici als Pim Fortuyn, Rita Verdonk en Geert Wilders. Regelmatig wordt zowel in hun maandblad "De Socialist" als op hun politieke website geageerd tegen uitspraken gedaan door rechtse politici.

#### Pim Fortuyn

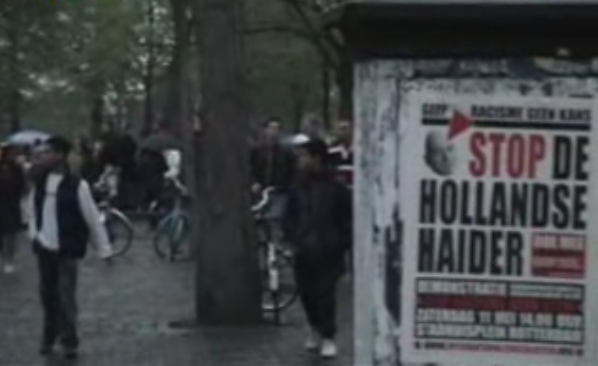
Anti-Fortuynposter van de Internationale Socialisten (2002)

Vóór de moord op Pim Fortuyn hadden de Internationale Socialisten opgeroepen tot deelname aan een tegen Fortuyn gerichte demonstratie. Een door hen vervaardigde aankondiging voor deze demonstratie bevatte het portret van Pim Fortuyn en de leuzen "Geef racisme geen kans" en "Stop de Hollandse Haider". Na de moord op Fortuyn werd de demonstratie afgelast. Over deze moord spraken de IS hun "principiële afkeer" uit, met als motivering: "Niets staat verder af van de opvattingen van socialisten over hoe politieke veranderingen tot stand komen dan het middel van individuele terreur." Hieraan werd toegevoegd dat Fortuyn "de laatste maanden van zijn leven [heeft] gebruikt om een boodschap van haat te propageren."
Later deden de advocaten Gerard Spong en Oscar Hammerstein een poging om een aantal mensen vervolgd te krijgen wegens "aanzetten tot haat" tegen Fortuyn. Naast de voltallige redactie van NRC Handelsblad, de verantwoordelijken voor enkele websites en vijf andere personen was daarbij ook Peter Storm, toentertijd redacteur van IS-maandblad 'De Socialist'. Deze had Fortuyn onder andere betiteld als een "fascist zonder fascistische beweging", "horend in het rijtje van recente fascistische kopstukken, Haider, Dewinter, Le Pen" en "fascistoïde leider". De poging hem en de anderen vervolgd te krijgen faalde echter; de aangiften werden niet-ontvankelijk verklaard.

#### Rita Verdonk
De Internationale Socialisten waren ook fel gekant tegen het beleid van toenmalig minister Rita Verdonk. De IS steunden daarbij pogingen om uitzettingen van uitgeprocedeerde asielzoekers te voorkomen.

#### Geert Wilders
In januari 2008 werden activisten van de IS tot tweemaal toe gearresteerd, omdat zij op straat stonden met affiches die een afbeelding van Geert Wilders bevatten, met daaronder de teksten "Extremist" en "brengt u en de samenleving ernstige schade toe". Bij de tweede gelegenheid werd ook GroenLinks-Kamerlid Tofik Dibi opgepakt. Na uitgebreide media-aandacht verklaarde het Openbaar Ministerie echter een vergissing te hebben begaan en het besloot de arrestanten niet te vervolgen.
Toen Wilders in maart 2008 zijn film Fitna uitbracht, spraken de IS zich hier fel tegen uit. Ze noemden het een propagandafilm en vergeleken Fitna met Der ewige Jude. Gesteld werd dat de door Wilders gepropageerde politiek de drijvende kracht was achter terrorisme.

### De Israëlisch-Palestijnse kwestie
De Internationale Socialisten kiezen in de Israëlisch-Palestijnse kwestie consequent partij voor de Palestijnen en tegen Israël. De IS waren vaak bij (de organisatie van) demonstraties betrokken. Daarnaast roepen de IS op tot een boycot van Israël, een zogeheten BDS-beweging (boycot, desinvestering en sancties), als protest tegen het beleid van dit land ten aanzien van de Palestijnen.
Op 10 oktober 2023 noemde de Internationale Socialisten in een redactioneel artikel van Jeroen van der Starre op haar website Socialisme.nu de aanval van Hamas op Israël op 7 oktober 2023 ongekend succesvol. Van der Starre noemde de aanval een bevrijdingsoorlog; geen terreur maar een gerechtvaardigde daad van verzet. Ook de nadrukkelijk veronderstelde vergelijking door de media met de aanslagen op Bataclan en Manchester Arena werd door Van der Starre absurd genoemd.

## Organisatie
De jaarlijkse conferentie van alle leden is het hoogste orgaan binnen de IS. Op deze conferentie wordt het beleid bepaald en het dagelijks bestuur gekozen, dat tussen de conferenties door verantwoordelijk is voor de landelijke leiding.
Een van de grondbeginselen van de Internationale Socialisten is het democratisch centralisme. Dit wil zeggen dat over de koers uitgebreid gediscussieerd wordt, maar na een meerderheidsbesluit zal de hele organisatie werken aan de uitvoering van dit besluit, inclusief de minderheid die tegenstemde.
Slapend lidmaatschap is niet toegestaan; donaties door sympathisanten wel. Leden nemen verplicht deel aan activiteiten van de organisatie en helpen met het verkopen van De Socialist. Aan het lidmaatschap van de IS is een maandelijkse contributie verbonden die afhankelijk is van het inkomen van het lid.

## Gedachtegoed
De IS beschouwen Nederland niet als een democratie. Men wil via een revolutie een samenleving gebaseerd op het gedachtegoed van Karl Marx realiseren. De Internationale Socialisten hangen verder het gedachtegoed van Vladimir Lenin aan, maar wijzen Jozef Stalin af.

### Sovjet-Unie en staatskapitalisme
De IS behoren tot de trotskistische traditie in het socialisme. Dat wil zeggen dat ze de voormalige Sovjet-Unie en China niet zien als socialistische arbeidersdemocratieën zoals Marx die voor ogen had (in tegenstelling tot wat meestal de zogenaamde Stalinisten of Maoïsten wel geloven). Wel noemde Peyman Jafari, een prominent lid van de Internationale Socialisten, Vladimir Lenin "een van de meest democratische politici van zijn tijd".

## Invloed en samenwerking
Het exacte ledenaantal is onbekend.
De IS proberen vanuit het principe van het Eenheidsfront met zo veel mogelijk linksgeoriënteerde organisaties samen te werken. De IS zijn vertegenwoordigd in een aantal samenwerkingsverbanden, waaronder Nederland Bekent Kleur, Samen Tegen Racisme, Keer het Tij, Stop de Oorlog, het Nederlands Sociaal Forum en Rekening Retour. Daarnaast probeert het nauw samen te werken met gevestigde linkse politieke partijen als GroenLinks en de Socialistische Partij.

### Relatie met de SP

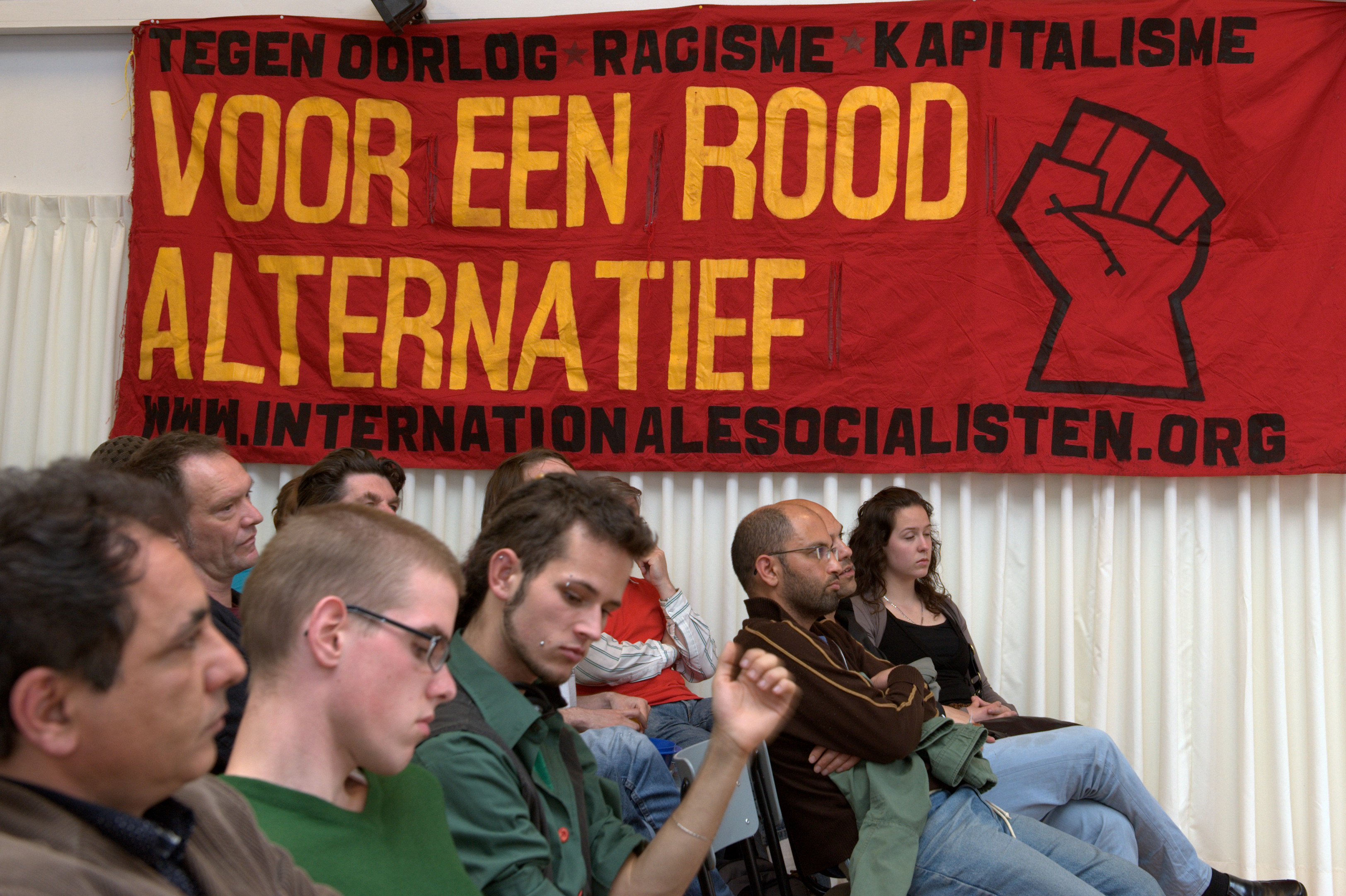
'Marxisme Festival' (2009)

Hoewel opgericht als aparte "partij in opbouw" besloten de IS in 2005 zich aan te sluiten bij de SP. Dit viel niet in goede aarde bij het SP-bestuur, dat alle dubbelleden dwong te kiezen tussen het IS- of het SP-lidmaatschap. Desondanks wordt er door de IS nog steeds naar een nauwe samenwerking met de SP gestreefd, dit komt onder andere tot uiting in het gezamenlijk organiseren van demonstraties. Ronald van Raak, Tweede Kamerlid namens de SP, was in 2011 nog spreker bij het door de IS georganiseerde 'Marxisme Festival'.

### Relatie met GroenLinks
De IS hebben geen formele contacten met GroenLinks, maar werken wel met verschillende afdelingen van de partij samen bij het organiseren van demonstraties. Tofik Dibi, indertijd Tweede Kamerlid namens GroenLinks, werd geïnterviewd door De Socialist, het blad van de Internationale Socialisten, was meermaals spreker bij het door de Internationale Socialisten georganiseerde Marxisme Festival en werd in januari 2008 gearresteerd bij een door de Internationale Socialisten georganiseerde anti-Wildersdemonstratie. Voordat hij Tweede Kamerlid werd heeft hij ook verschillende demonstraties, waaronder een anti-Bushdemonstratie, georganiseerd in samenwerking met de Internationale Socialisten.

## IVA-rapport
In een in januari 2010 gepubliceerd rapport, geschreven in opdracht van het ministerie van Binnenlandse Zaken, omschreef een viertal academici van het sociaalwetenschappelijk onderzoeksbureau IVA Beleidsonderzoek en Advies, gelieerd aan de Universiteit van Tilburg, de IS als "waarschijnlijk de belangrijkste organisatie binnen ‘socialistisch extreemlinks’". IVA omschrijft deze stroming als "doorgaans democratisch" en "dikwijls buitenparlementair, maar (qua intentie) niet buitenwettelijk". Daaraan toevoegend dat "individuen aan het socialistische extreemlinkse ideeëngoed de legitimatie ontlenen om (soms gewelddadige of op geweld uitdraaiende) actie te voeren".
Voorts schreef IVA dat "IS, of leden van IS, betrokken [zijn] bij (gewelddadige of op geweld uitdraaiende) linkse acties en demonstraties, doorgaans niet onder eigen naam maar in gelegenheidsformaties". IVA verwees hierbij naar AntiAntifa.net, "een website van fascistische signatuur die informatie verzamelt over extreemlinks in Nederland". Bovendien zouden leden van de IS zich "in behoorlijke antisemitische termen" hebben uitgelaten tijdens en na de oorlog in Gaza.
De IS hebben fel tegen deze door hen als "schandalig" en "smaad" betitelde beschuldiging van antisemitisme geprotesteerd; naar eigen zeggen hebben zij slechts kritiek op "de oorlogs- en bezettingspolitiek van Israël" en beschouwen zij antisemitisme juist als "een vorm van racisme die we in woord en daad bestrijden". IVA reageerde door IS een lijst toe te sturen met 118 verwijzingen naar bronmateriaal waarop de IVA zijn bevinding gebaseerd had. De IS stelden in een reactie dat in deze lijst geen enkel bewijs te vinden was voor de beschuldiging van antisemitisme. In een brief aan de IVA wezen ze verder onder meer op het feit dat enkele leden van de IS zelf van Joodse afkomst zijn, dat ze samenwerken met meerdere Joodse organisaties waaronder Een Ander Joods Geluid, dat de internationale stroming waartoe IS behoort is opgericht door de Joodse socialist Tony Cliff en dat een van de in het rapport gebruikte bronnen afkomstig was van de als extreemrechts beschouwde site Antiantifa.net. Uiteindelijk kwam er geen rectificatie maar bleven ook juridische stappen van de kant van IS uit; volgens de IS vanwege de kosten die aan een rechtszaak verbonden zijn en omdat men vreesde dat dit tot nog meer aandacht voor de bewering zou kunnen leiden.

## Bestuurders
De Internationale Socialisten zijn officieel ingeschreven in het register van de Kamer van Koophandel op 28 mei 1999. 

Bestuurders sinds 1999 tot op heden zijn: 
- Michiel Bakker (1969) Voorzitter 1999-2003
- Peter Storm (1961) Secretaris/Penningmeester 1999-1999
- Mareim (Miriyam) Aouragh (1972) Penningmeester/secretaris 1999-2003
- Bart Griffioen (1967) Voorzitter 2003-2013
- Maarten (Maina) van der Zwan (1978) Penningmeester 2003-2013
- Ewout Maarten van den Berg (1986) Voorzitter 2013-2019
- Max Guido van Lingen (1984) Penningmeester 2013-heden
- Hella Baan (1988) Geen functie bekend 2019-2022
- Janneke Prins (1980) Geen functie bekend 2022-heden

## Bekende leden
- Miriyam Aouragh
- Anne Fleur Dekker (tot 2018)
- Peyman Jafari
- Tanja Nijmeijer